# جون هورس
جون هورس (بالإنجليزية: John Horse)‏ هو جندي أمريكي، ولد في 1812 في مقاطعة ألاتشوا في الولايات المتحدة، وتوفي في 1882.

## وصلات خارجية
- جون هورس على موقع الموسوعة البريطانية (الإنجليزية)